# Эперат
Эперат из Фар — древнегреческий политический деятель, занимавший должность стратега Ахейского союза в 218—217 годах до н. э. По свидетельству Плутарха, промакедонски настроенный Эперат был избран стратегом по настоянию Филиппа V (происками его советника Апеллы) вместо Тимоксена, выдвигаемого Аратом.
Ввиду своей бездарности, Эперат настолько не пользовался авторитетом, что его приказы не исполнялись ни ахейцами, ни наёмными отрядами, что создало трудности для Ахейского союза во время войны с этолийцами и для Арата, ставшего стратегом в следующем году.